# Ommatius fuscipennis
Ommatius fuscipennis là một loài ruồi trong họ Asilidae. Ommatius fuscipennis được Bellardi miêu tả năm 1862. Loài này phân bố ở vùng Tân nhiệt đới.